# Греція на Паралімпійських іграх
Греція, незважаючи на свої давні олімпійські традиції, а також те, що перші Олімпійські ігри сучасності відбулись в Афінах, де вона відіграла значну роль у їх відродженні, не брала участі в організації Паралімпійських ігор.
Вперше Греція взяла участь у літніх Паралімпійських іграх 1976 року в Торонто, Канада, а у зимових не брала участі до 2002 року. Національна олімпійська збірна Греції традиційно відкриває Парад націй на церемонії відкриття будь-яких Олімпійських ігор, проте на Паралімпійських іграх збірна Греції виходить за алфавітним порядком.
Грецькі спортсмени вибороли шістдесят сім медалей різного ґатунку, серед них 13 золотих, 30 срібних і 24 бронзових. Відтак Греція посідає 48-е місце у загальній медальній таблиці за всю історію Паралімпіад.

## Золоті медалісти
За даними Міжнародного паралімпійського комітету
| Золото |                                |                       |                                          |
| №      | Паралімпіада                   | Спортсмени            | Вид спорту (дисципліна)                  |
| 1      | Літні Паралімпійські ігри 1996 | Д. Костантагас        | Легка атлетика (Штовхання ядра - F55)    |
| 2      | Літні Паралімпійські ігри 2000 | Стефанос Анаргіру     | Легка атлетика (Штовхання ядра - F55)    |
| 3      | Літні Паралімпійські ігри 2000 | Афанасіос Баракас     | Легка атлетика (Стрибки в довжину - F11) |
| 4      | Літні Паралімпійські ігри 2000 | Константінос Фікас    | Плавання (100 м вільним стилем S8)       |
| 5      | Літні Паралімпійські ігри 2000 | Константінос Фікас    | Плавання (50 м вільним стилем S8)        |
| 6      | Літні Паралімпійські ігри 2004 | Хараламбос Тайганідіс | Плавання (100 м на спині S13)            |
| 7      | Літні Паралімпійські ігри 2004 | Хараламбос Тайганідіс | Плавання (100 м батерфляєм S13)          |
| 8      | Літні Паралімпійські ігри 2004 | Христос Тампаксіс     | Плавання (50 м на спині S1)              |
| 9      | Літні Паралімпійські ігри 2008 | Пасхаліс Стафелакос   | Легка атлетика (Штовхання ядра - F40)    |
| 10     | Літні Паралімпійські ігри 2008 | Георгіос Капеллакіс   | Плавання (50 м вільним стилем S2)        |
| 11     | Літні Паралімпійські ігри 2008 | Хараламбос Тайганідіс | Плавання (100 м на спині S13)            |
| 12     | Літні Паралімпійські ігри 2008 | Хараламбос Тайганідіс | Плавання (100 м вільним стилем S13)      |
| 13     | Літні Паралімпійські ігри 2008 | Христос Тампаксіс     | Плавання (50 м на спині S1)              |